# Filmecho/Filmwoche
Filmecho/Filmwoche war eine wöchentlich erscheinende Fachzeitschrift über Kino und Filmwirtschaft.
Sie war bis zu ihrer Einstellung Ende 2020 die älteste noch existierende deutsche Filmzeitschrift und zugleich das offizielle Organ des Verbandes HDF Kino. Mit Nachrichten, Marktanalysen und Hintergrundberichten zur deutschen Kinolandschaft richtete sie sich vor allem an Entscheidungsträger der Branche. Sie gliederte sich in die Rubriken Filmwirtschaft, Kino, Markt, Produktion, TV & Medien sowie International.

## Geschichte
Die erste Ausgabe der damals noch Film-Echo betitelten Publikation erschien im März 1947 in Hamburg als offizielles Organ des für die britische Zone gegründeten Verbandes der Norddeutschen Filmtheater. Erster Chefredakteur war Horst Axtmann, erster Redaktionssitz war das Waterloo-Haus. Bis zum Ende der 1940er Jahre wurde vor allem über das Kino in Hamburg und in Norddeutschland berichtet. Zu Beginn erschien die Zeitschrift monatlich, später wechselte man zu einer wöchentlichen Erscheinungsweise.

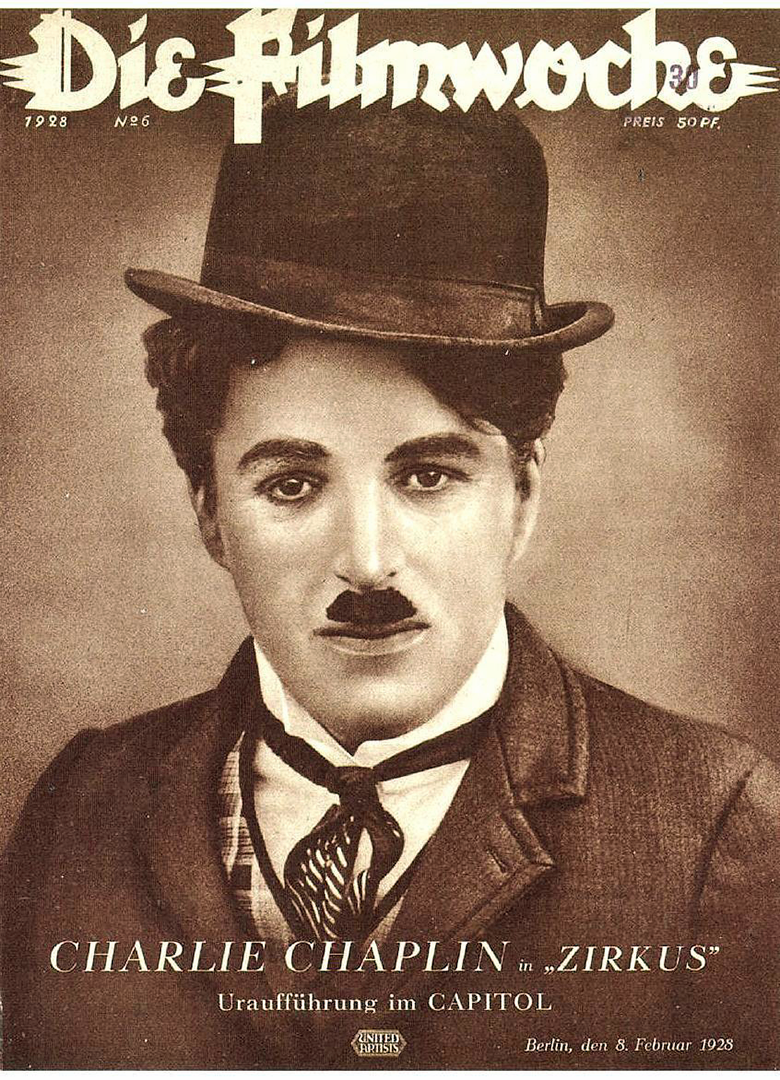
Zeitschrift Die Filmwoche, Cover in der Zeit zwischen den Weltkriegen

Im Mai 1950 erfolgte der Umzug nach Wiesbaden. Im Februar 1962 fusionierte das Film-Echo mit der in Baden-Württemberg verlegten Fachzeitschrift Die Neue Filmwoche. Ebenfalls 1962 erfolgte die Vereinigung mit der Berliner Fachzeitschrift Filmblätter.
Seitdem erschien das Magazin als Filmecho/Filmwoche. Der Name „Filmwoche“ nahm Bezug auf das wöchentliche Kinojournal Die Filmwoche, das in der Zeit vor dem Zweiten Weltkrieg erschien. Von 1971 bis 2006 leitete Detlef Schaller den kaufmännischen Bereich der Fachzeitschrift. Auch nach seinem Ausscheiden aus dem operativen Geschäft fungierte er weiterhin als Herausgeber der Filmecho/Filmwoche. Im November 2020 wurde bekannt, dass der Verlag Horst Axtmann das Publizieren der Zeitschrift mit Ende 2020 einstellen wird.
Seit 1964 verliehen der Hauptverband Deutscher Filmtheater e. V. und Filmecho/Filmwoche für große Kinoerfolge deutscher und ausländischer Filme die Goldene Leinwand.